# 11251 Icarion
11251 Icarion (1973 SN1) là một Trojan của Sao Mộc.